# Холланд, Марк
Марк Холланд (англ. Mark Holland; род. 16 октября 1974, Пикеринг) — канадский политик, член Либеральной партии, министр здравоохранения (2023—2025). Министр по связям с Палатой общин (2021—2023).

## Биография
Родился 16 октября 1974 года в Пикеринге (Онтарио). Окончил университет Торонто. В 1997—2000 годах состоял депутатом муниципального совета Пикеринга, в 2000—2004 годах являлся депутатом регионального муниципалитета Дарема. В 2004 году избран в Палату общин Канады.
В 2011 году проиграл выборы в своём округе Эйджакс-Пикеринг консерватору Крису Александеру, но в 2015 году сумел завоевать новый мандат в новом округе, выделенном из его старого — Эйджакс, и сразу получил должность парламентского секретаря министра демократических институтов, в 2017 году перемещён в кресло парламентского секретаря министра общественной безопасности и подготовленности к чрезвычайным ситуациям.
В августе 2018 года был назначен главным парламентским организатором.
20 сентября 2021 года одержал в своём прежнем округе убедительную победу на досрочных выборах с результатом 56,9 %, не оставив никаких шансов основному сопернику, кандидату от Консервативной партии Аршаду Авану (Arshad Awan), который набрал 26,6 %.
26 октября 2021 года был приведён к присяге новый состав правительства Трюдо, в котором Холланд получил портфель министра по связям с Палатой общин.
26 июля 2023 года в результате серии кадровых перемещений в Кабинете назначен министром здравоохранения.
14 марта 2025 года при формировании правительства Карни не получил никакого назначения.